# La Coupole (Paříž)
La Coupole (česky Kupole) je slavná pivnice v Paříži ve čtvrti Montparnasse ve 14. obvodu. Nachází se na Boulevardu du Montparnasse. V meziválečném období se tento podnik stal oblíbeným místem setkávání mnoha umělců. Sál v přízemí je od roku 1988 chráněn jako historická památka.

## Historie
Podnik otevřeli 20. prosince 1927 Ernest Fraux a René Lafon pod názvem, který by zastínil literární kavárnu Le Dôme. La Coupole vyzdobená ve stylu art deco si rychle získala oblibu.
Mezi prvními umělci a intelektuály, kteří se zde začali scházet, byli Jean Cocteau, Josephine Bakerová, Man Ray, Georges Braque a Brassaï. Louis Aragon a Elsa Trioletová se zde setkali v roce 1928. Ve 30. letech se zde setkávali Pablo Picasso, Simone de Beauvoirová a Jean-Paul Sartre, Sonia Delaunay, André Malraux, Jacques Prévert, Marc Chagall, Édith Piaf a mnoho dalších. Ve 40. a 50. letech to byli např. Ernest Hemingway, Marlene Dietrichová či Ava Gardnerová.

## Současnost
Dnes je podnik díky své slavné historii turisty vyhledávaným místem.
Pivnici v roce 1987 převzala skupina Flo. Nový majitel podnik restauroval a obnovil její gastronomickou pověst. V roce 1995 koupil skupinu Flo belgický finančník Albert Frère.